# 静かな退職
静かな退職（しずかなたいしょく）とは、「Quiet Quitting」の和訳で、企業を辞めるつもりはないものの、仕事への意欲を持たず、必要最低限の業務のみをこなす働き方を差す言葉。

## 概要
2022年に米国のキャリアコーチ「ブライアン・クリーリー」がSNSに投稿した「Quiet Quitting」の和訳で、日本で2024年1月に行われた「Great Place To Work®️ Institute Japan」の調査では、約6割の人が「静かな退職」を自覚しているという調査結果が出ている。

## 関連文献
- 海老原嗣生『静かな退職という働き方』PHP研究所〈PHP新書 1424〉、2025年2月。ISBN 978-4-569-85879-1。（電子版あり）